# (26920) 1996 TQ12
1996 تي كيو 12 (ويعرف أيضًا باسم (26920) 1996 تي كيو 12 وفق تسمية الكوكب الصغير) (بالإنجليزية: 1996 TQ12)‏ هو كويكب ضمن حزام الكويكبات؛ وترتيبه 26920 من حيث الاكتشاف.
اكتُشف هذا الجُرم الفلكي بواسطة تعقب الأجرام القريبة من الأرض في 11 أكتوبر 1996.

## وصلات خارجية
- (26920) 1996 TQ12 في قاعدة بيانات مختبر الدفع النفاث لأجرام النظام الشمسي الصغيرة

- الاكتشاف · مخطط المدار ·  العناصر المدارية · المعلمات المادية

- (26920) 1996 TQ12 على موقع ويكي سكاي: DSS2, SDSS, GALEX, IRAS, Hydrogen α, X-Ray, Astrophoto, Sky Map, Articles and images